# زهر فریبنده (فرار از زندان)
«زهر فریبنده» (به انگلیسی: Cute Poison) چهارمین قسمت از فصل اول سریال فرار از زندان است که در ۱۲ سپتامبر ۲۰۰۵ در ایالات متحده منتشر شد.